# 穆罕默德·阿里·阿贾

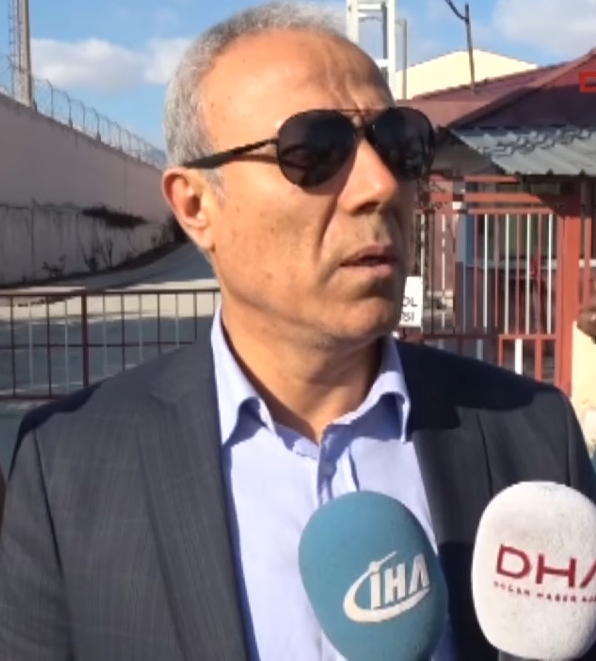
穆罕默德·阿里·阿贾

穆罕默德·阿里·阿贾（土耳其語：Mehmet Ali Ağca，發音：[mehˈmet aˈli ˈaːdʒa]；1958年1月9日—）是一名土耳其人士。1981年5月13日，他在教宗若望保祿二世進入聖伯多祿廣場準備演講時企圖將其暗殺，若望保祿二世中了兩槍，但子彈因差分毫而並未擊中身上要害，教宗經6小時手術後脫離危險。1983年圣诞节前兩天，若望保祿二世痊癒到監獄探望行弒他的刺客，二人私下談話片刻，對話內容至今沒有公開，但是教宗宣布他已经宽恕了阿贾。
謀殺的動機未知，不過有人在阿贾的住處找到一張「我要殺死十字軍首領」的字條。有人認為是蘇聯方面派來謀殺他的，目的是為了保持華約國家（特別是波蘭，若望保祿二世正是波蘭人）的穩定。其他人則認為可能是羅馬教廷內部不滿若望保祿二世擔任教宗的人士策劃。最後由於沒有任何證據，因此以阿贾只是想嚇嚇教宗定案。
阿贾於2010年1月18日以52歲之齡被釋放出獄，隨即送往醫院作精神鑑定評估能否服兵役，之後以判定他不適合服兵役而告終。他自稱是一名沒有政治傾向的傭兵，但眾所周知，他是法西斯組織、土耳其極端民族主義組織「灰狼」成員，也是國家支持的反遊擊隊。
犯罪33年後，穆罕默德·阿里·阿贾前往梵蒂岡，在新封聖人若望保祿二世的墓前獻上白玫瑰，並表示希望會見教宗方濟各，但這項請求被拒絕。